# Fort de Saint-Priest
Le fort de Saint-Priest est un fort construit entre 1887 et 1890 dans la commune de Saint-Priest. Il est l'un des ouvrages de la deuxième ceinture de Lyon et plus globalement du système Séré de Rivières.

## Caractéristiques

### Rôle
Le rôle principal du fort est de protéger la place de Lyon de menaces venant de l'est, mais aussi d'observer les mouvements suspects et de couvrir la route de Grenoble, le chemin de fer et une partie de la plaine de l'Isère. 

### Emplacement
L'emplacement du fort n'a pas été choisi par hasard : il était situé à une distance de tir de canon d'époque jusqu'à Lyon, à 256 mètres d'altitude, sur un lieu-dit de Saint-Priest nommé « Belle étoile ».

### Terrain et zones

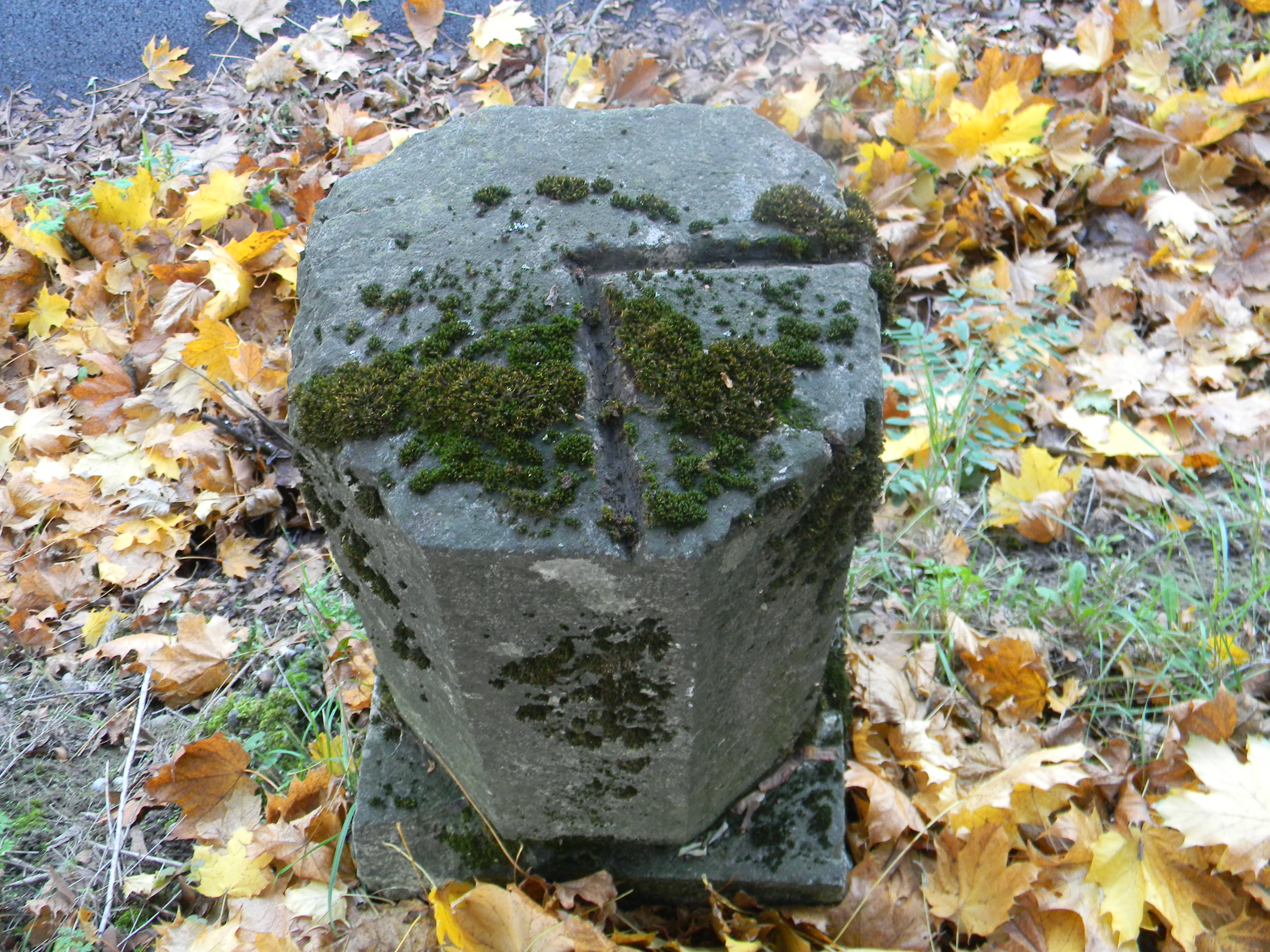
Une borne en pierre au Fort de Meyzieu, délimitant la zone militaire.

Le terrain militaire occupait 10 ha 22 a 24 ca. Comme tous les ouvrages militaires de l'époque, il était délimité par 21 bornes de pierre octogonales, comportant chacune une gravure sur le dessus indiquant la direction de la borne suivante.
Le terrain était découpé en trois zones de servitude :
- la première interdisait toute construction sauf celle du fort ;
- la deuxième autorisait la construction, toutefois celles-ci seraient démolies en cas d'alerte ;
- la troisième interdisait la modification du relief et des voies de communication.

### Armement
L'artillerie d'époque était composée de canons de 155 L (à fût long), 138L ou 120L. 5 canons placé sur le front étaient orientés vers l'ennemi, un sur l'épaule droite, un sur l'épaule gauche, un au nord et un au sud. La défense de l'arrière et des fossés était assurée par des armes légères et rapides.

## Construction

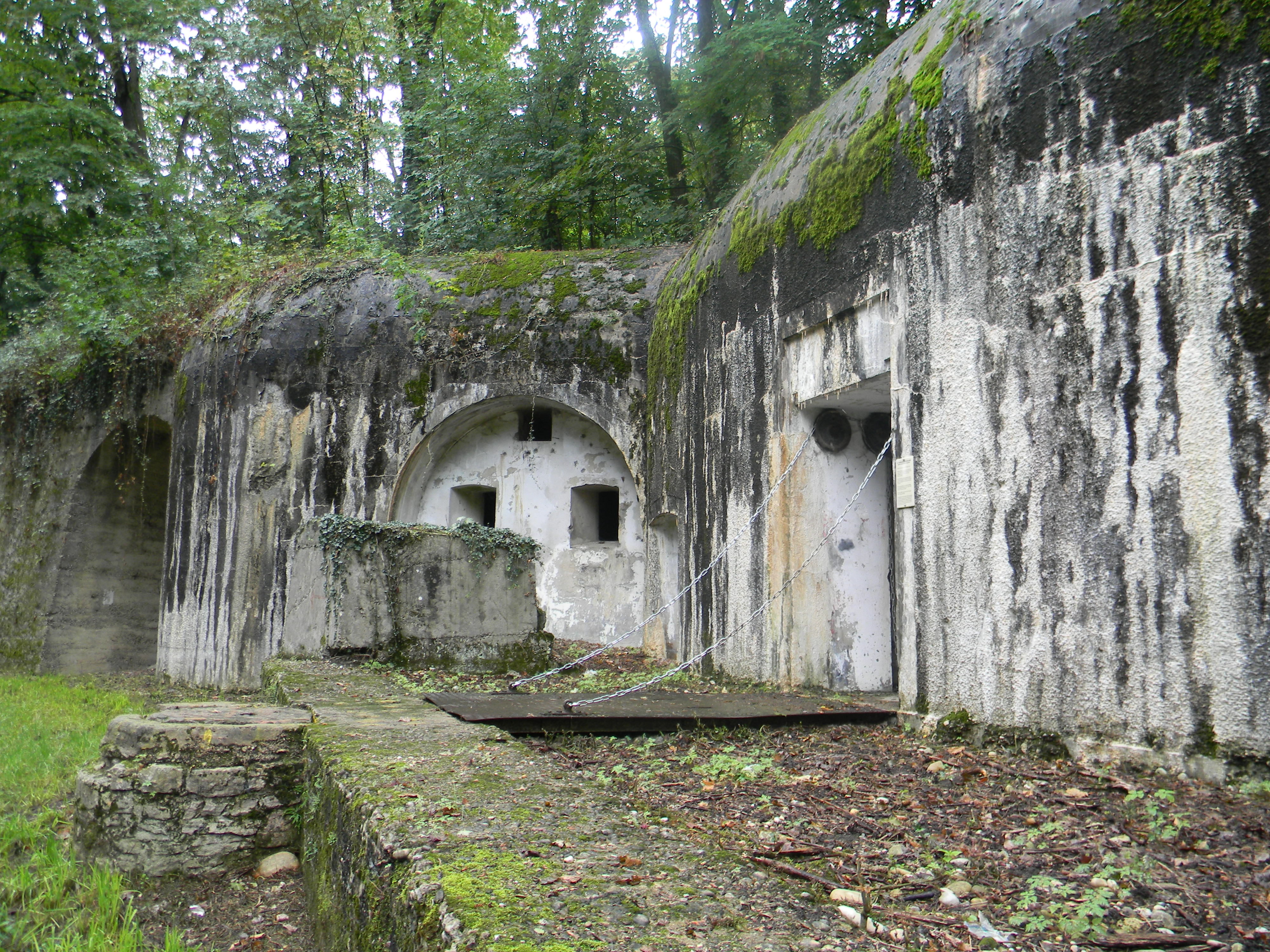
Un coffre de contre-escarpe, protégeant les fossés.

Les matériaux ayant servi à la construction du fort proviennent de différentes sources:
- le sable de la Saône,
- le gravier d'une carrière de la plaine de la Saythe,
- la pierre de taille d'Isère et des Monts d'Or.

L'alimentation en eau du chantier se faisait via des puits d'une profondeur de 50 mètres vers la nappe phréatique, pompée grâce à des machines à vapeur.
La main d'œuvre provenait de la région, mais aussi du Limousin, d'Auvergne, parfois même de l'étranger (Italie). Certaines parties comme la carapace en béton nécessitaient 200 ouvriers. Celle-ci, abritant les principales structures de la caserne, a été coulée d'une seule pièce - du sol au plafond - en béton spécial, avec une épaisseur de 2,5 mètres au sommet. Elle fut ensuite recouverte d'un lit de sable d'un mètre d'épaisseur.

### Bâtiments

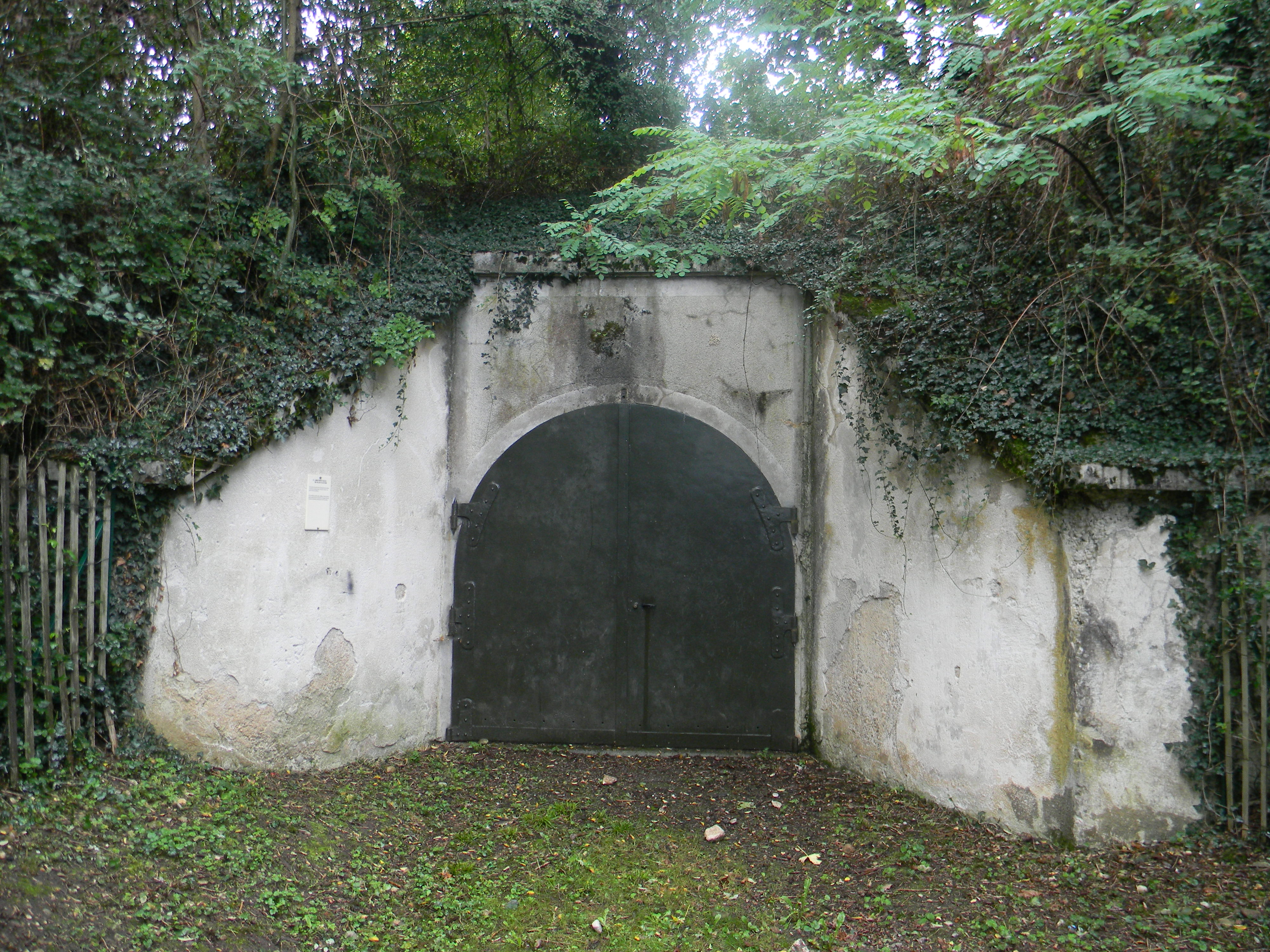
Abris sous talus.

Le fort est composé de plusieurs structures internes regroupées dans la caserne, bâtiment principal du fort: elle abritait :
- la chambre et le bureau du commandant du fort,
- les chambres des officiers et sous-officiers,
- les chambres des soldats,
- un magasin,
- le bureau des transmissions,
- la cuisine,
- le puits,
- les ateliers de chargement,
- les latrines,
- le magasin à poudre (isolé) des autres pièces).

Une casemate semi-enterrée abritait aussi les pièces légères et les munitions.

### Caponnières
Une des deux spécificités de ce fort par rapport aux autres de la deuxième ceinture de Lyon est la présence, dans les fossés, de caponnières, aussi appelées coffres de contre-escarpe. Ces petits ouvrages bétonnés, intégrés dans le mur de contre-escarpe, permettaient de défendre les fossés depuis l'intérieur de ceux-ci grâce à 6 pièces d'artillerie (de type canon revolver). L'entrée à ces coffres se faisait par un pont-levis - servant aussi de porte en tôle blindée - enjambant un bassin rempli d'un mètre cinquante d'eau. Aucune sortie de secours n'était offerte aux soldats occupant ce poste : la seule disponible est de traverser le fossé.

### Grille défensive

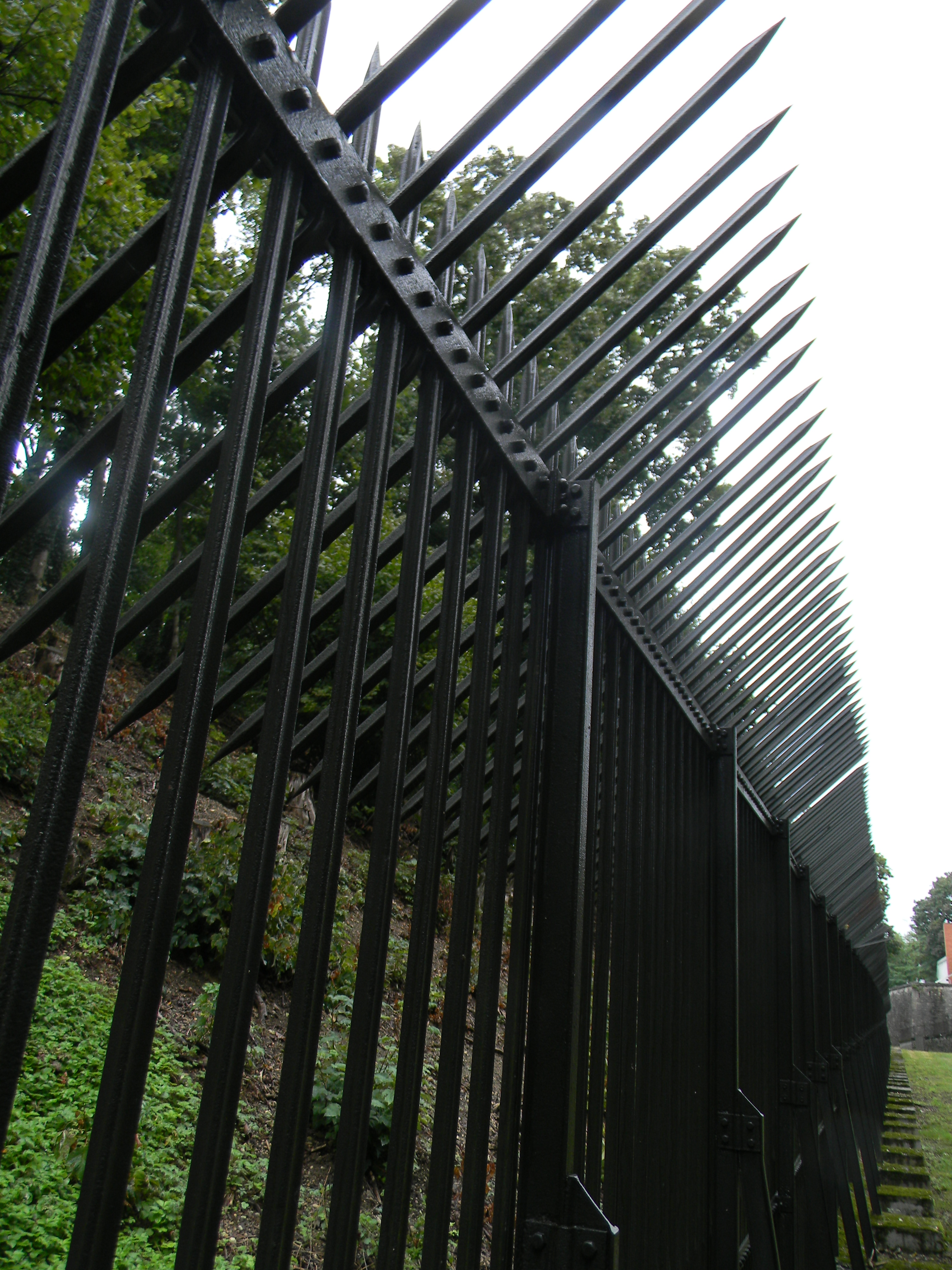
La grille défensive

Celle-ci est unique parmi les autres fort de Lyon. Haute de 4 mètres, elle couvre le côté du trapèze orienté vers Lyon.

### Pont

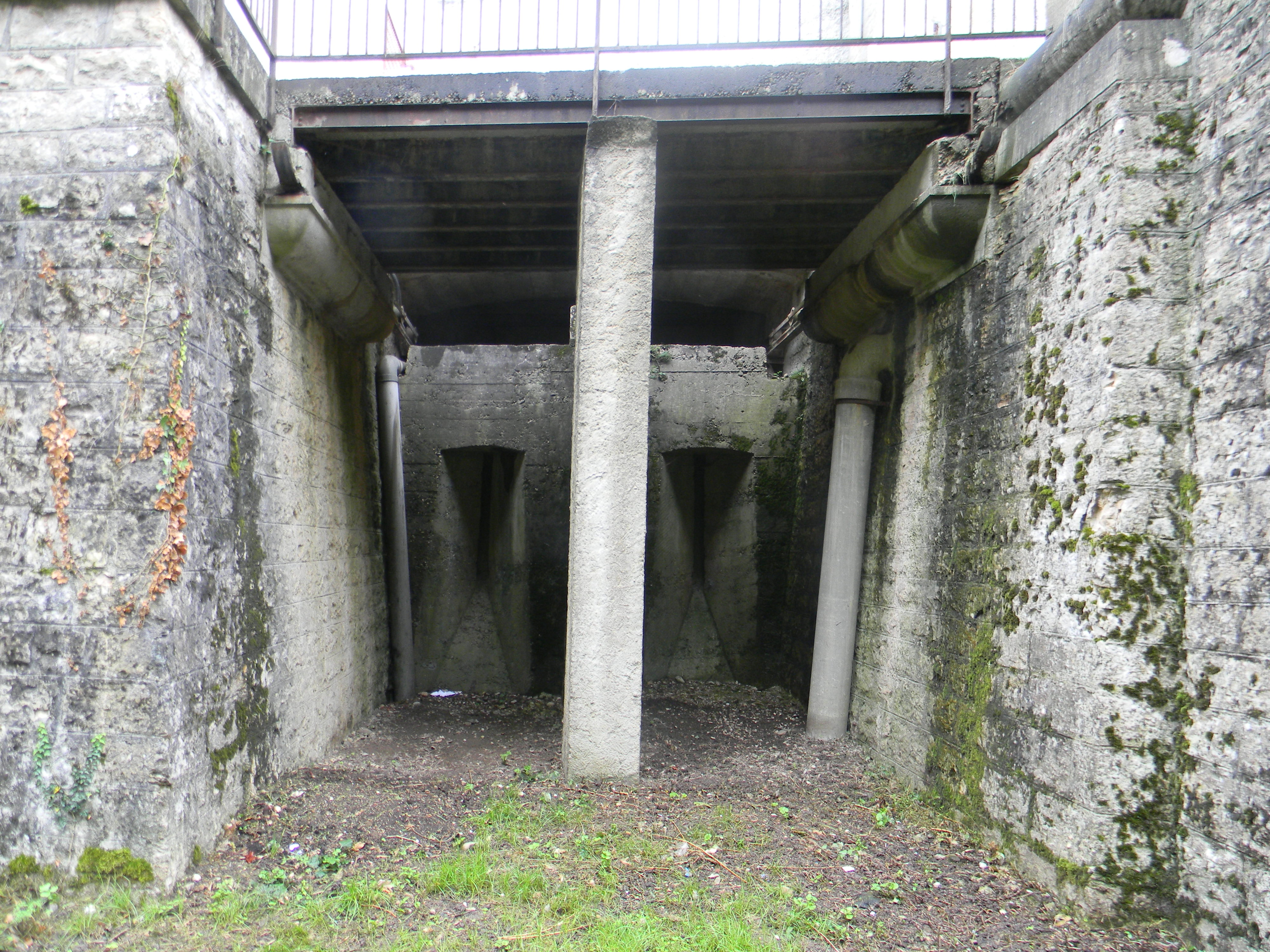
La gorge sous le pont escamotable.

Une fois la grille passée, une rampe de terre menait à un pont escamotable latéralement permettant l'accès au fort. Si celui-ci était retiré à l'intérieur du fort, une gorge de 4 mètres de largeur se présentait. Celle-ci était défendue par des créneaux de fusillade.

### Magasin de poudre
Comme chaque fort de l'époque, un magasin de poudre était installé sur place pour alimenter les différentes pièces d'artillerie en poudre noire. Habituellement, le magasin de poudre étant un élément dangereux, il était placé loin des logements ; ce n'était pas le cas au fort de Saint-Priest, où il était adossé  à la caserne. L'arrivée de la mélinite en 1884, poudre moins dangereuse à stocker, explique ce choix.
D'une capacité de 71 tonnes, il était éclairé par des lucarnes abritant des lampes à pétrole, placées à l'extérieur et séparées par d'épaisses couches de verre.

## Histoire

### Avant 1914
Comme les autres forts de la région, il n'a jamais été utilisé en temps de conflits. Il servit ainsi jusqu'en 1914 de dépôt d'armes et munitions, occupé alors par le 99e régiment d'infanterie de ligne basé à Lyon.

### Première Guerre mondiale
Un détachement de réservistes du 11e régiment d'artillerie occupe le fort à la déclaration de la guerre.

### Seconde Guerre mondiale

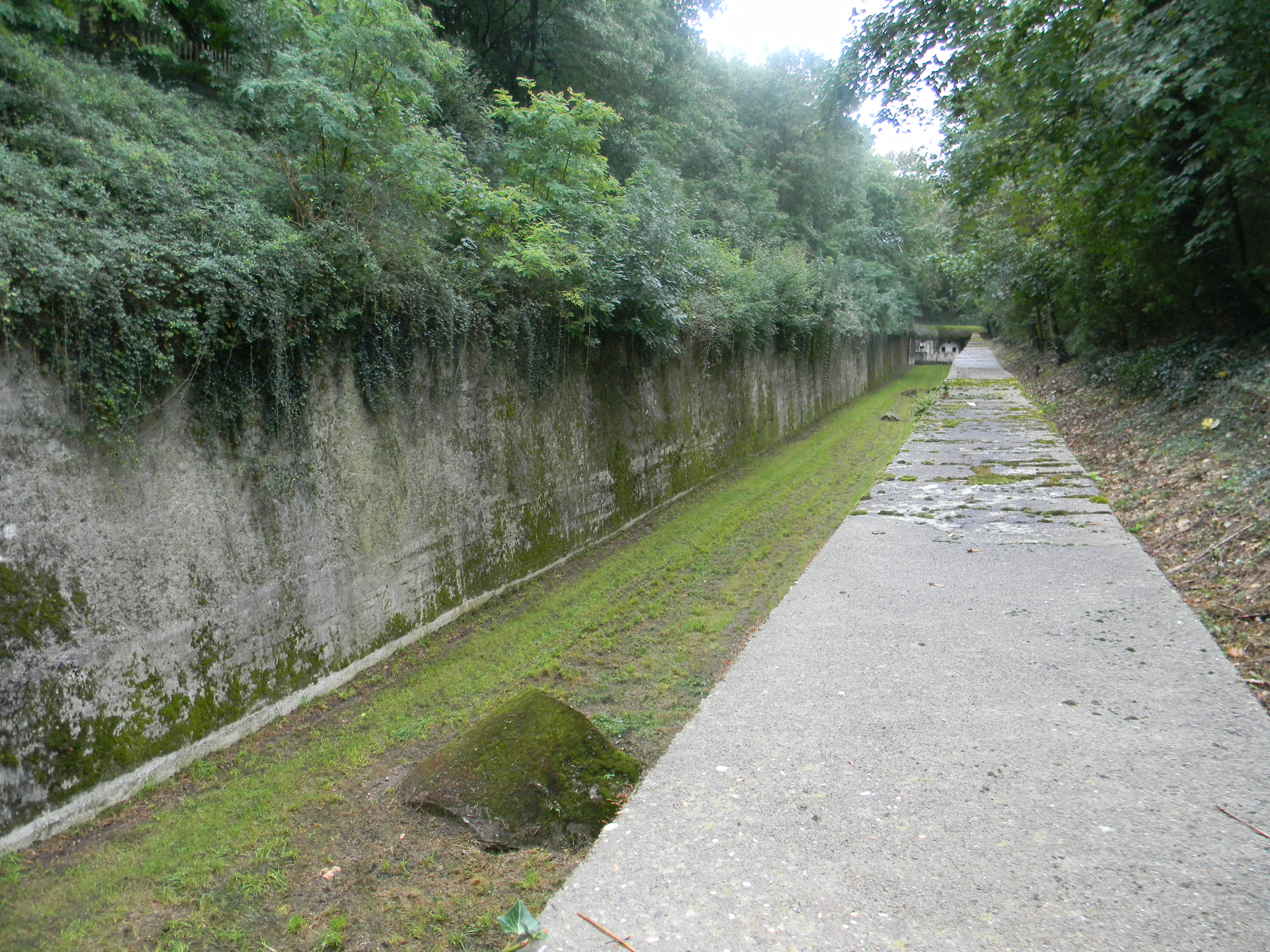
Les blocs de béton dans les fossés résultant de l'explosion.

En 1939, le fort assurait une défense du ciel, comme de nombreux autres forts.
L'armée italienne occupa le fort dès 1940, avant de céder la place aux Allemands qui s'en servirent de dépôt de matériel et munitions. À leur départ définitif le 24 août 1944, ils firent exploser la casemate centrale - contenant explosifs, armes et munitions - qu'ils n'avaient pas le temps d'évacuer ; l'explosion fut tellement puissante que des blocs de béton furent projetés à plusieurs centaines de mètres autour. Des blocs projetés dans les fossés sont toujours visibles de nos jours.

### Après-guerre
L'entreprise Ricome, spécialisée dans le désamorçage de munitions et obus, installe des ateliers entre 1953 et 1958 dans l'enceinte du fort. Le matériel à neutraliser arrivait par camions depuis la caserne de Leyment où elles étaient centralisées.
La ville de Saint-Priest achète le fort en 1969.